# Shrutika
Shrutika Arjun es una actriz de cine india que apareció en películas en tamil y malayalam .

## Carrera profesional
Con solo 13 años, Shrutika recibió ofertas para películas, pero sus padres pensaron que era demasiado inmadura para ser una heroína. A los 16 años, fue pronto vista e inscrita para aparecer junto a Suriya en la película de acción Shree de 2002 y un crítico señaló que "se ve linda desde ciertos ángulos, pero tiene poco que hacer en cuanto a la actuación" y dijo que los actores hacen una "buena pareja de pantalla". Sin embargo, la película tuvo un mal desempeño en taquilla. Su siguiente película fue álbum dirigida por vasanthabalan, en la que fue emparejada con Aryan Rajesh. También apareció en la película malayalam Swapnam Kondu Thulabharam, en la que fue emparejada con Suresh Gopi y su papel como Ammu ha ganado excelentes críticas. Shrutika también apareció en un papel secundario junto a Jiiva y Sridevi Vijaykumar en Thithikudhe (nueva versión en tamil de la película en telugu de 2001 Manasantha Nuvve ), además de interpretar un papel en la producción de Kamal Haasan , Nala Damayanthi, junto a Madhavan . Estuvo unida brevemente a Virumaandi (2004) de Kamal Haasan, pero finalmente no apareció.
Después de no poder incursionar en las películas, volvió a la educación al inscribirse en una licenciatura en Comunicaciones Visuales en SRM College, Chennai.

## Vida personal
La actriz es nieta del fallecido actor de cine tamil Thengai Srinivasan . Su prima Yogi también apareció en un par de películas, mientras que su hermano Adithya Shivpink es actor. Está casada con Arjun y tiene un hijo, Aarav.

## Filmografía
| Año  | Película                  | Papel                 | Idioma    | notas                      |
| ---- | ------------------------- | --------------------- | --------- | -------------------------- |
| 2002 | Shree                     | Meenakshi             | tamil     | Debut de la película tamil |
| 2002 | Álbum                     | Vijaya Lakshmi (Viji) | tamil     |                            |
| 2003 | nala damayanthi           | malathy               | tamil     |                            |
| 2003 | Swapnam Kondu Thulabharam | munición              | Malayalam | Debut malayalam            |
| 2003 | Thithikudhe               | Sruthi                | tamil     |                            |

## Televisión
| Año  | Título            | Papel       | Plataforma       | notas |
| ---- | ----------------- | ----------- | ---------------- | ----- |
| 2022 | Cocina Con Comali | Concursante | Televisión Vijay |       |